# Admiraliteitsscheepswerf
De Admiraliteitsscheepswerf (Russisch: Адмиралтейские верфи; Admiraltejskië verfi) is een van de oudste en grootste scheepswerven in Sint-Petersburg, Rusland. De scheepswerf kan schepen tot 70.000 ton (zonder lading), 250 m lengte en 35 m breedte ontvangen. Naast civiele schepen worden er ook oorlogsbodems zoals onderzeeërs en steunvaartuigen gebouwd. De admiraliteitswerf maakt sinds 2007 deel uit van het staatsbedrijf United Shipbuilding Corporation

## Geschiedenis
De werf werd in 1704 gesticht door Peter de Grote en werd bestuurd door de Russische admiraliteit, vandaar de naam. De werf lag enigszins stroomafwaarts van de Petrus- en Paulusvesting aan de zuidoever van de Neva. Het complex was aan drie zijden omringd met een aarden wal en een natte gracht ter verdediging, alleen aan de kant van de rivier was het open. Op 5 juli 1708 werd de kiel van het eerste schip gelegd, de Nadezhda en het eerste oorlogsschip volgde op 5 december 1709, de Poltava. In 1712 werd op de werf al gewerkt aan zes oorlogsschepen en tientallen kleinere schepen. In 1716 telde de werf een dok en negen scheepshellingen. Vanaf het begin van de 19e eeuw namen de activiteiten op de werf af. De gebouwen werden afgebroken en de omwalling werd gebruikt om de grachten te dichten. Op de plaats kwam de Admiraliteit van architect Zacharov.

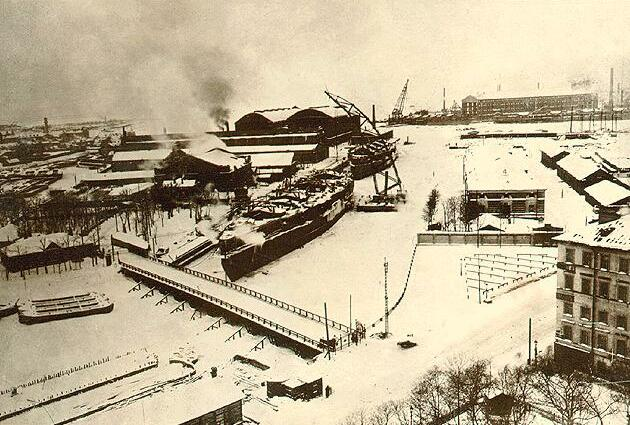
Afbouw van de Gangut en Poltava aan de kade van de Admiraliteitsscheepswerf omstreeks 1911

De activiteiten werden verplaatst naar de nieuwe Admiraliteitsscheepswerf, deze ligt ongeveer twee kilometer verder stroomafwaarts van de oude werf ook op de linkeroever van de Neva. In 1908 fuseerde de werf met de op een na grootste werf van Rusland. Aan het begin van de 20e eeuw bouwde de werf, onder andere, twee slagschepen van de Borodino-klasse, waaronder de Slava, met een waterverplaatsing van ruim 14.000 ton. Vlak voor het uitbreken van de Eerste Wereldoorlog volgde twee schepen van de Gangut-klasse. Deze laatste slagschepen hadden een waterverplaatsing van bijna 25.000 ton en een lengte van ruim 180 meter. De kielen werden gelegd in 1911 en de Poltava kwam in december 1914 in de vaart en de Gangut volgde in januari 1915. Kort na het einde van de Tweede Wereldoorlog zijn op de werf diverse schepen van de Sverdlovklasse gebouwd, de laatste conventionele lichte kruiser van de Sovjet marine.

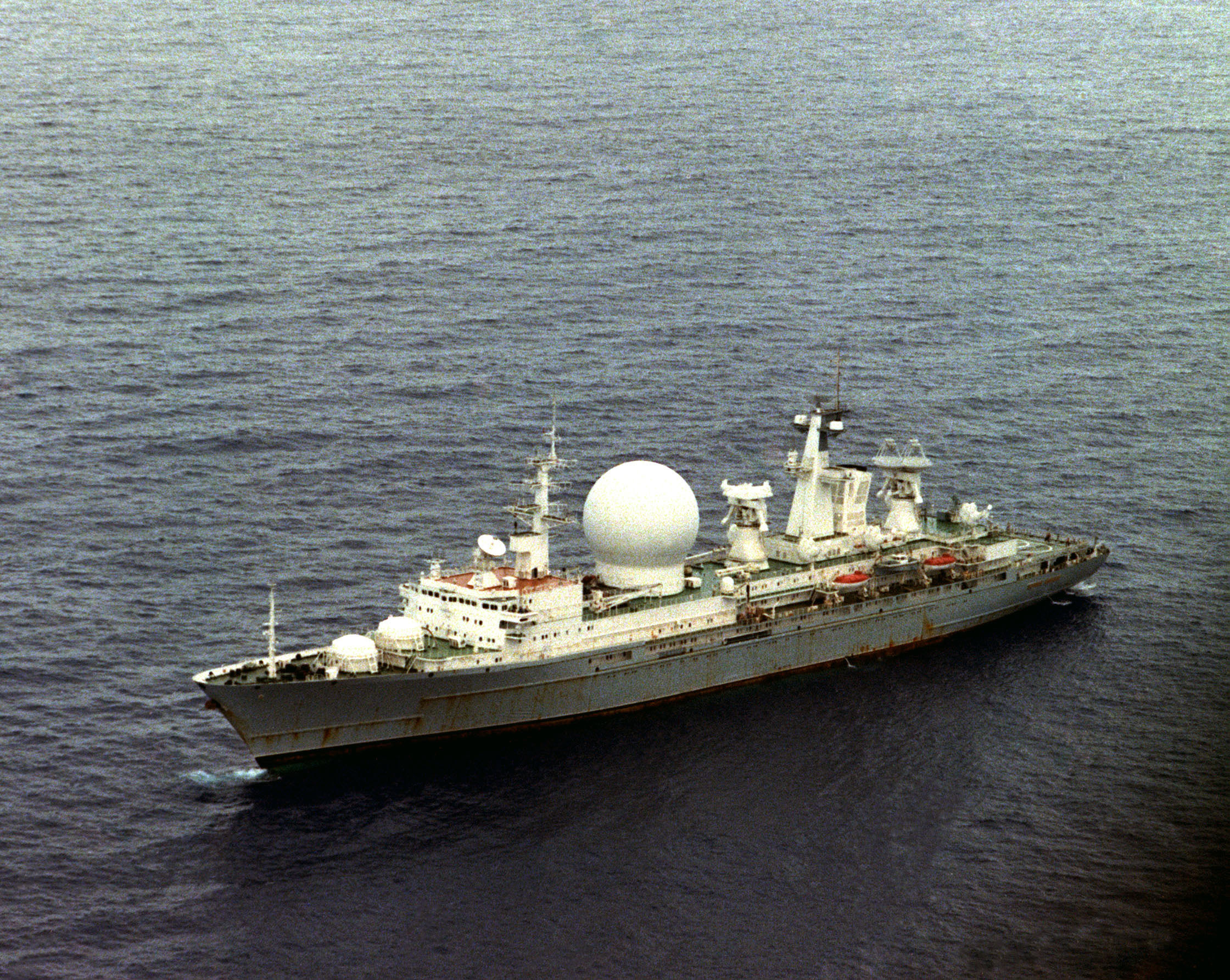
De "Marshal Nedelin"

Het was niet alleen een belangrijke werf voor marinevaartuigen maar ook voor commerciële schepen zoals bulkschepen, passagiersschepen, ijsbrekers, schepen voor de visserij en hulpschepen voor de marine zoals de Maarschalk Nedelin-klasse. Deze laatste klasse bestond uit een serie van drie schepen speciaal gemaakt voor het volgen van raketten. De werf was ook een pionier van de atoomijsbrekers. De atoomijsbreker Lenin was het eerst nucleaire oppervlakteschip ter wereld die in 1957 is tewatergelaten. In 1966 maakte de werf een herstart met de bouw van onderzeeboten met de nucleaire aanvalsonderzeeërs van de Victor-klasse. Dankzij de aandrijving door kernenergie hebben deze een bijzonder groot bereik.
Het grootste deel van de productie zijn onderzeeërs, waarvan er 298 werden gebouwd tussen 1973 en 1998, inclusief 41 nucleaire onderzeeërs. De admiraliteitswerf is in 2007 opgegaan in het Russische staatsbedrijf United Shipbuilding Corporation.

## Activiteiten
De recentste onderzeeërs zijn de Kilo-klasse. Deze hebben een lengte van 73,9 meter en zijn 9,9 meter breed. Ze kunnen maximaal 300 meter diep duiken en de bemanning van 52 personen kan zo’n 45 dagen op zee blijven. Geheel onder water is de waterverplaatsing 2350 m³. De bewapening bestaat uit raketten, torpedo’s en zeemijnen. Sinds 1986 worden deze onderzeeboten ook geëxporteerd en er zijn diverse versies van dit type zijn in de vaart. Er is ook een kleinere variant van de Kilo-klasse, de Lada-klasse. Een export-versie van deze laatste, de Amur-klasse, heeft nog geen kopers gevonden. De Amur heeft een waterverplaatsing van 1765 m³ geheel onder water en telt een bemanning van 35 personen. De bewapening bestaat eveneens uit raketten, torpedo’s en zeemijnen.
Naast militaire onderzeeërs worden ook wetenschappelijke en technische duikboten gebouwd. De RUS is gemaakt van titanium en kan tot 6000 meter diep duiken. Het vaartuig heeft een gewicht van 25 ton en is 8 meter lang en zo’n vier meter breed en hoog. De bemanning van 2 of 3 personen kan, in het uiterste geval, 72 uur onder water blijven.
In 1997 startte de werf met de constructie van tankers van 20.000 ton in de ijsklasse, ontworpen voor het gelijktijdig vervoeren van tot vier verschillende producten. De tankers hebben een dubbele boeg en kunnen door ijs tot 0,5 m dikte varen tegen snelheden van 1,5 tot 2 knopen. Voor Lukoil werden tot 2006 vijf van deze tankers gebouwd, de Astrakhan, Magas, Kaliningrad, Saratov en Usinsk, alle werkzaam op de scheepvaartroutes door de Noordelijke IJszee.
In 2006 werkten er circa 10.000 mensen bij het bedrijf, onder leiding van Vladimir L. Aleksandrov.

## Verhuizing
In juni 2010 kwamen het bestuur van Sint-Petersburg en van de scheepswerf een verhuizing overeen. De oude werf ligt dicht bij het centrum van de stad, met de verhuizing komt 17 hectare grond vrij voor woningen en kantoren. De nieuwe werf komt op het eiland Kotlin, zo’n 30 kilometer ten westen van Sint-Petersburg. Op deze locatie kunnen grotere schepen worden gebouwd met minder overlast voor de bevolking.
Rusland kondigde in december 2010 een bestelling van twee Franse Mistral-schepen aan. De schepen werden in licentie op de nieuwe werf gebouwd in samenwerking met de STX Europe scheepswerf in Saint-Nazaire. Nadat de bouw van de twee helikoptercarriers in 2016 was afgerond zou de werf gebruikt worden voor de bouw van commerciële bulk- en marineschepen. De Mistral -schepen hebben een lengte van 199 meter en zijn 32 meter breed. Als een gevolg van de annexatie van de Krim in 2014 zag Frankrijk in november 2014 af van de levering van de twee schepen. In augustus 2015 kwamen de twee landen tot een overeenkomst waarbij Frankrijk de Russen daarvoor schadeloos stelde.